# Любарський район
Лю́барський райо́н — колишня адміністративно-територіальна одиниця Житомирської і Бердичівської округ, УРСР, Вінницької і Житомирської областей УРСР та України. Районний центр — смт Любар. Населення становить 27 713 осіб (на 1.08.2013). Площа — 757 км². Утворено 7 березня 1923 року.

## Географія

Любарська райдержадміністрація

Розташований у південно-західній частині Житомирської області (лісостепова зона) і межує на півночі з Романівським, на сході — Чуднівським районами Житомирської області, на півдні з Вінницькою і на заході — Хмельницькою областями.
Площа району — 757 квадратних кілометрів, населення 31 тис. чол., з них сільського — 28.6 тис. чол., середня густота населення 41 чол. на км². Селищній і 24 сільським радам підпорядковано 48 населених пунктів, 47 сіл і 1 селище міського типу — Любар, яке одержало статус селища у 1924 році, і є адміністративно-територіальним, господарським та культурним центром району.
Поверхня району — хвиляста рівнина. Корисні копалини: каолін, торф, вапняки, граніти (у тому числі габро і лабрадорит), пісок, глина. Найбільша річка району — Случ (басейн Прип'яті), на берегах якої розташовано смт. Любар і 13 сіл району. Ґрунти чорноземні, сірі і світло-сірі. Ліси (дуб, граб, липа, ясен, берест, сосна, ялина) займають 4,9 тис. га.

## Населення
За даними перепису населення СРСР 1939 року чисельність населення району становила 49 848 осіб, з них українців — 43 305, росіян — 1 780, німців — 52, євреїв — 2 399, поляків — 1 967, інших — 345.

## Адміністративний устрій
Адміністративно-територіально район поділяється на селищну територіальну громаду та 3 сільські ради, які об'єднують 48 населених пунктів та підпорядковані Любарській районній раді. Адміністративний центр — смт Любар.

## Економіка
В економіці провідне місце належить сільському господарству. Тут функціонують 16-СТОВ, 10-СВК, 5-ПСП, 2-ВАТ, Новочорторийський технолого-економічний коледж, дослідне господарство «Нова перемога», 53 селянських фермерських господарств, 13 тис. Громадян володіють земельними паями. Загальна площа сільськогосподарських угідь становить 54935 га., з них ріллі — 43616 га.
Основними напрямками сільськогосподарського виробництва району у рослинництві є зерново-буряковий, у тваринництві — м'ясо-молочний. Урожайність зернових у різні роки становила від 25 до 46 цнт. Зерна з гектара, в окремих господарствах по 70-80 цнт. З га. Урожайність цукрових буряків 350—400 цнт з га.
У 2002 році у господарствах району зросла урожайність і валовий збір картоплі, овочів і фруктів. У сільськогосподарських підприємствах усіх форм власності виробництво м'яса зросло на 20 %, молока на 17 %, яєць на 7 %.
Промисловість району включає в себе 5 підприємств із різною формою власності. ВАТ «Райагропромтехніка», ВАТ «Новочорторийський млин завод», консервний завод, СП «Хлібзавод» Любарської РСС, ПП «Ренет», які займаються переробкою сільськогосподарської продукції та обслуговуванням сільгосп-підприємств. У 2002 році ними вироблено валової продукції на суму близько 7 мільйонів гривень.
Будівельниками району освоєно близько 2 млн грн. інвестиційних капіталовкладень. Введено у 2002 році 1699 м². житла, понад 20 км. Газових мереж, здано в експлуатацію ряд об'єктів соціально-культурного призначення.
Населення обслуговують 40 медичних закладів, в тому числі центральна районна лікарня. Функціонує дитячий оздоровчий табір «Світанок» на 120 місць у зміну, який працює 4 зміни в сезон.
Мережа освіти налічує 33 загальноосвітні школи, де 562 учителі навчають 4662 учні, 10 — постійно діючих дошкільних закладів на 360 дітей. Державний аграрний технікум, де навчається 509 студентів, профтехучилище на 311 учнів, школа мистецтв, центр учнівської творчості.
Культурно-освітню роботу ведуть один районний, 18 сільських будинків культури, 16 клубів, історико-краєзнавчий музей, 2 районних і 35 сільських бібліотек із забезпеченням книжковим фондом населення 10 примірників на кожного жителя. Працює студія районного телебачення, видається районна газета «Новий день».
До послуг населення району 226 км. Автомобільних доріг з них 250 км. Із твердим покриттям. У 2002 році послугами автотранспорту скористалося понад 300 тис. пасажирів.
Весь район електрифіковано. Телефонне забезпечення становить 28 телефонів 100 сімей. Роздрібну торгівлю здійснюють 34 підприємства системи РСС і 70 приватних магазини. Функціонує два підприємства ресторанного типу.
У районі є 96 пам'яток історії і культури, в тому числі давньоруське городище 11-13 ст. у с. Великі Деревичі, палац і парк у с. Нова Чорторія 1 половини 19 ст. У районі споруджено 111 пам'ятників та обелісків воїнам — визволителям і односельцям, які загинули в боях під час Другої Світової війни.

## Історія
Район утворено 7 березня 1923 року у складі Житомирської округи Волинської губернії з 32-х сільських рад Любарської, Мотовилівської, Новочорторийської та Краснопільської волостей Полонського повіту.
17 червня 1925 року район було передано до складу Бердичівської округи. З 15 вересня 1930 року, через скасування округ, район перейшов у пряме підпорядкування до республіканського центру.
9 лютого 1932 року увійшов до складу новоствореної Вінницької області.
22 вересня 1937 року було утворено Житомирську область з Любарським районом у складі.
В 1941-44 роках територія району входила до гебітскомісаріату Чуднів Генеральної округи Житомир та складалась з 5-ти сільських управ.
30 грудня 1962 року район було ліквідовано, адміністративні одиниці передано до складу Дзержинського району.
Відновлений 4 січня 1965 року з адміністративно-територіальних одиниць Дзержинського та Чуднівського районів у складі.
Ліквідований відповідно до постанови Верховної Ради України від 17 липня 2020 року «Про утворення та ліквідацію районів».

## Політика
25 травня 2014 року відбулися Президентські вибори України. У межах Любарського району були створені 44 виборчі дільниці. Явка на виборах складала — 71,99 % (проголосували 15 478 із 21 499 виборців). Найбільшу кількість голосів отримав Петро Порошенко — 53,15 % (8 227 виборців); Юлія Тимошенко — 21,11 % (3 267 виборців), Олег Ляшко — 11,25 % (1 742 виборців), Анатолій Гриценко — 3,73 % (577 виборців). Решта кандидатів набрали меншу кількість голосів. Кількість недійсних або зіпсованих бюлетенів — 0,98 %. 

## Пам'ятки
- Пам'ятки історії Любарського району